# Relationer mellan Finland och Nato
Relationer mellan Finland och Nato inleddes redan under kalla kriget då Finland hade band till både Sovjetunionen och till Nato-länder. I enlighet med Paasikivi–Kekkonen-linjen var Finland dock inte anslutet till någon militärallians.
Finland har en 1 340 kilometer lång gräns till Ryssland. Efter Rysslands invasion av Ukraina ansökte Finland, tillsammans med Sverige, i maj 2022 om medlemskap i Nato. Finlands anslutningsprotokoll till Nato undertecknades av Natoländerna den 5 juli 2022 i Bryssel och Finland fick observatörsstatus i alliansen.
Landet blev officiellt medlem i Nato den 4 april 2023 vilket betydde att Finlands militära alliansfrihet var slut.

## Bakgrund

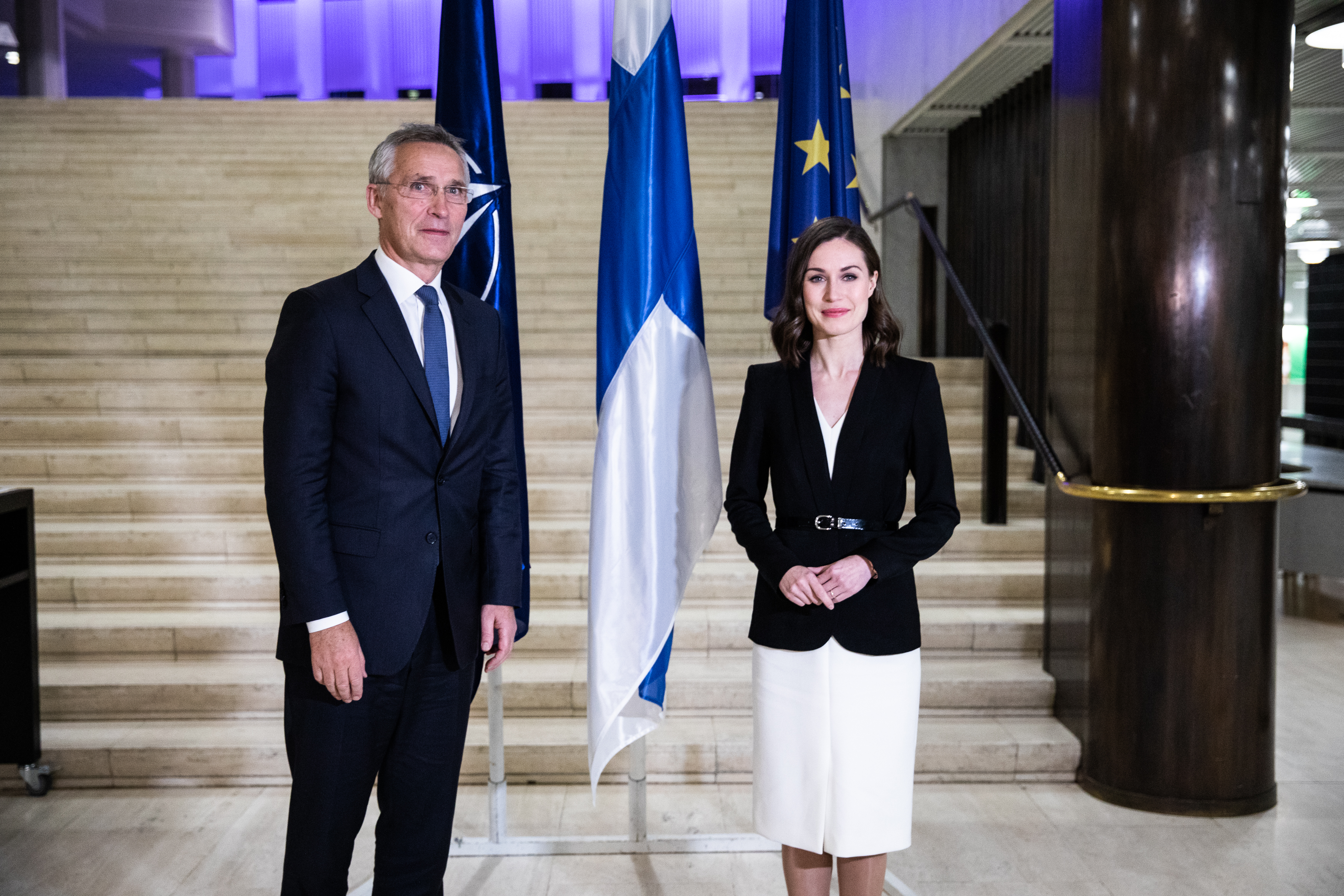
Finlands statsminister Sanna Marin med Natos generalsekreterare Jens Stoltenberg i Helsingfors, Finland den 25 oktober 2021

År 1948 implementerades Finlands Paasikivi-Kekkonen-linje genom Vänskaps-, samarbete- och biståndsavtalet (VSB-avtalet) mellan Finland och Sovjetunionen. Avtalet ersattes med ett annat avtal 1992 som hade till syfte att Finland skulle fungera som en buffertzon mellan Sovjetunionen och Nato-länderna. Sovjetunionens starka inflytande över Finlands utrikespolitik under perioden har givit upphov till begreppet finlandisering.
Från 1957 och framåt benämndes Östersjön "Fredens hav" i sovjetiska utspel. Syftet var att knyta samman Östersjöstater i icke-aggressionsfördrag som även utestängde närvaron av örlogsfartyg från utomstående stater. Varken Nato-länderna kring Östersjön eller Sverige och Finland ställde sig bakom tanken på att förändra Östersjöns folkrättsliga ställning. År 1959 ställde sig Sovjetunionen bakom ett förslag om att göra Norden till en kärnvapenfri zon.
Enligt historikern Juha Tarkka avvek Finland från Paasikivi–Kekkonen-linjen i samband med landets köp av F-18 Hornet år 1992. Enligt Tarkka etablerade Finland därigenom en direkt militär förbindelse med USA, oberoende av Nato. 

## Historia
Journalisten Unto Hämäläinen debatterar att Finland övergav Paasikivi–Kekkonen-linjen permanent i samband med den ryska ockupationen av Krim 2014. Den efterföljande krisen tvingade Finland att välja sida mellan öst och väst, enligt Hämäläinen.

### Samarbete med Nato
Finland har länge samarbetat med Nato för att utveckla Finlands försvarsförmåga, Försvarmaktens prestationsförmågor och den internationella kompatibiliteten. År 1994 anslöt sig Finland till Natoprogrammet Partnerskap för fred, och har sedan dess bidragit med fredsbevarande trupper i Kosovo och Afghanistan samt deltagit i Nato-övningar som Baltops. Inför presidentvalet i Finland i januari 2006 var Nato-medlemskap en central fråga. Frågan blev återigen aktuell i samband med Rysslands invasion av Ukraina 2022.  
År 2014 blev Finland Enhanced Opportunities Partner (EOP) med Nato. Detta gjorde att Finland hölls underrättat om bland annat Natos strategiska målsättningar, forskningssamarbete, projekt rörande prestationsförmågor samt kommande övningar. Försvarsmakten i Finland deltar årligen[när?] i 80–90 internationella övningar och utbildningstillfällen, av vilka 20 är Natoövningar.[källa behövs] Övningarna syftar till att förbättra truppernas interoperabilitet, prestationsförmåga och taktiska kunnande samt förmåga att verka i internationella krishanteringsoperationer.
Finland har också deltagit i NATO Response Force (NRF) sedan 2012. Finlands partnerskapsmål verkställdes i Natos planerings- och tillsynsprocess, Planning and Review Process (PARP). En betydande del av samarbetet rörande försvarsmateriel sker i arbetsgrupper som handhar Natos projekt och standardiseringar. Finland är också representerat i Natos upphandlingsorganisation Nato Support and Procurement Agency (NSPA).
Finland förbättrar samhällets kristålighet, även kallat resiliens, på bred front och samarbetar både med Nato och EU. Deltagandet i Natos civilberedskapssamarbete ger kunskap om medlems- och partnerländernas nationella arrangemang och åtgärder, men ger också tillfälle att bygga kontaktnätverk med myndigheter i andra länder och möjlighet att föra fram det finska kunnandet inom beredskapsplanering.[källa behövs]

### Afghanistan och Kosovo
Finland deltog i Natoleddaoperationen Resolute Support Mission i Afghanistan och i Kosovo Force (KFOR) i Kosovo i enligt med  kriterier i Krishanteringslagen.

#### Afghanistan
Den Natoledda operationen Resolute Support Mission grundades som efterföljare till  International Security Assistance Force (ISAF) och inledde sin verksamhet 1 januari 2015. Resolute Support hade som uppgift att ge Afghanistans säkerhetsstyrkor, Afghan National Security Forces (ANSF), utbildning, rådgivning och stöd. Finland deltog i Resolute Support med cirka 60 personer, främst utbildare. Finländarna var huvudsakligen posterade i Mazar-e-Sharif i norra Afghanistan. Operationens totala styrka är kring 17 000 soldater, och uppdragets längd var beroende av hur de afghanska styrkornas beredskap utvecklas. Ansvaret för landets säkerhet ligger nu hos Afghanistan.
Det Natoledda stödet till Afghanistan omfattade också ett finansieringsstöd till landets armé, i vilket Finland deltog i enlighet med de åtaganden som gjordes vid Nato-toppmötet i Chicago 2012. Det Natoledda stödet styrs genom Natos fond Afghan National Army Trust Fund. Det internationella samfundet stöder dessutom säkerhetssektorn i Afghanistan i form av finansieringsstöd till polismakten, vilket kanaliseras genom en FN-fond. Finland bidrog  med sammanlagt sex miljoner euro till fonderna fram till 2017.

#### Kosovo
KFOR inrättades med mandat av FN:s säkerhetsråd 1999 (resolution 1244). KFOR-trupperna deltar i upprätthållandet av trygga levnadsförhållanden i Kosovo. KFOR stöder utvecklingen av ett stabilt, demokratiskt och multinationellt Kosovo. Nato stöder också utvecklingen av Kosovos säkerhetsstyrka,  Kosovo Security Force (KSF). Finlands krishanteringstrupp i KFOR består (2023) av cirka 20 personer.

### Finlands natoansökan

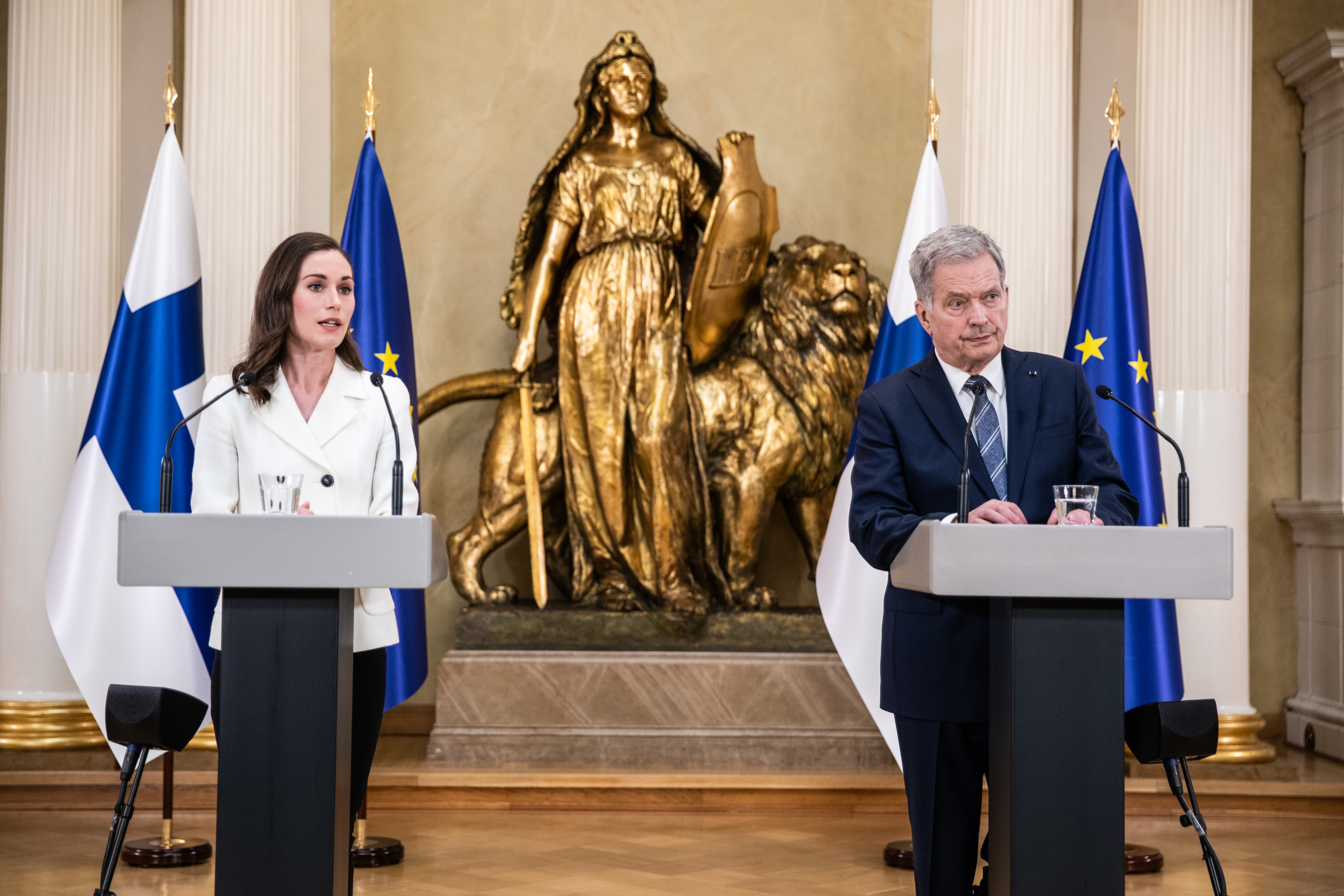
Statsministern Marin och presidenten Niinistö meddelade att Finland ska söka medlemskap i Nato den 15 maj 2022.

Den 12 maj 2022 gjorde Finlands president Sauli Niinistö och statminister Sanna Marin ett gemensamt uttalande om att Finland bör bli medlem i Nato. Den 15 maj fattade den finska presidentens utrikes- och säkerhetspolitiska utskott det formella beslutet om att Finland ska ansöka om Natomedlemskap.

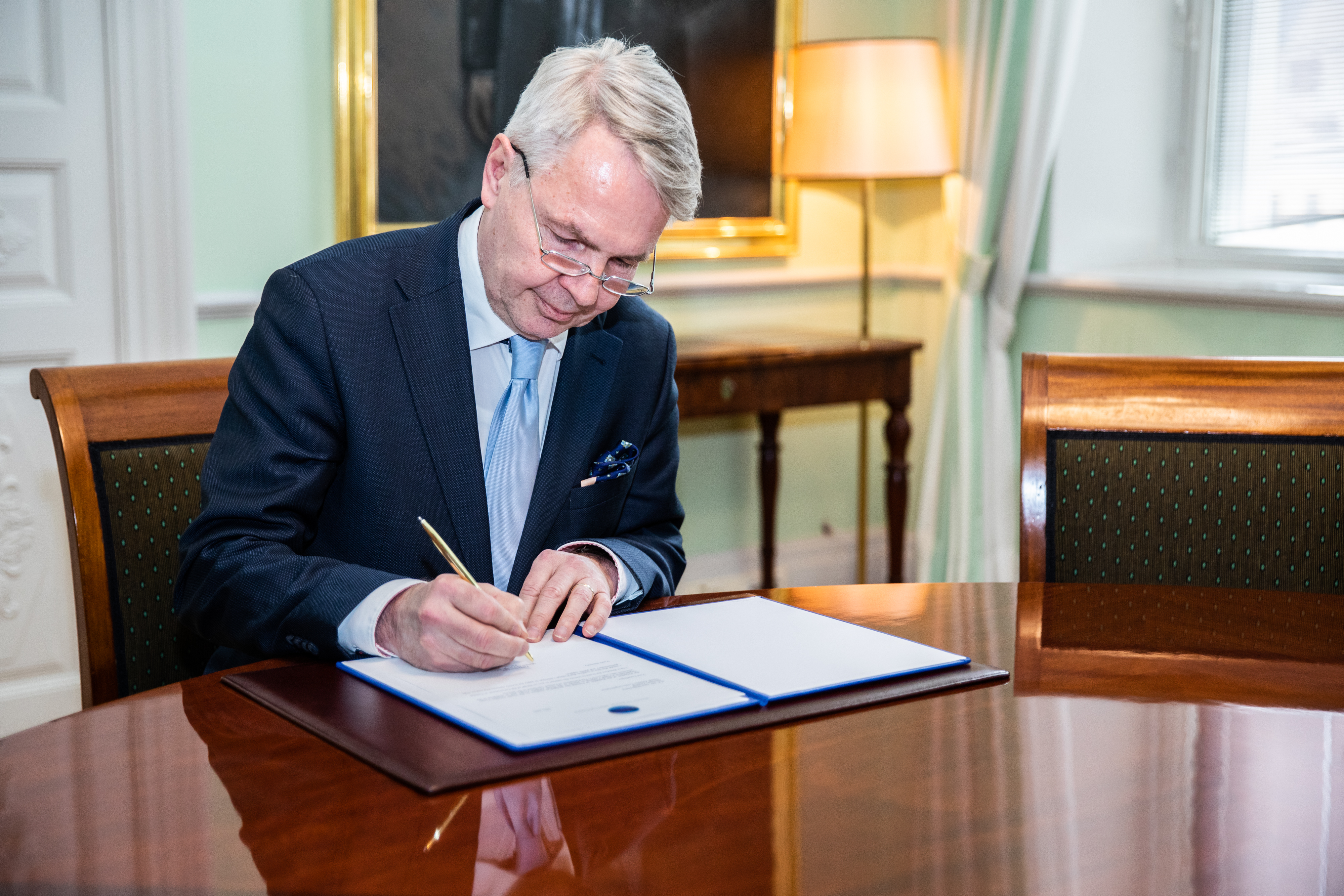
Utrikesminister Haavisto undertecknar medlemsansökning till Nato 17 maj 2022.

Finland ansökte om medlemskap i Nato den 17 maj 2022. Finlands anslutningsprotokoll till Nato undertecknades av Natoländerna den 5 juli 2022 i Bryssel, och Finland fick observatörsstatus i alliansen. Statsrådet överlämnade i december 2022 en proposition om Finlands anslutning till Nato till Finlands riksdag. Den 1 mars 2023 godkände riksdagen regeringspropositionen, och den 23 mars 2023 fattade republikens president Sauli Niinistö beslut om att ansluta Finland till Nato genom att godkänna att Finland ansluts till Nordatlantiska fördraget.
Först var Finlands huvudlinje att träda in i militäralliansen Nato tillsammans med Sverige, men efter att Turkiets president Recep Tayyip Erdoğan underströk att Sverige inte lever upp till Turkiets krav, beslöt man i Finland att gå vidare med ansökan utan Sverige.
Den mest betydande konsekvensen av ett finskt Natomedlemskap är att Finland är en del av Natos kollektiva försvar och omfattas av säkerhetsgarantier enligt artikel 5 i Nordatlantiska fördraget som föreskriver att ett väpnat angrepp på någon av medlemsstaterna i Europa eller Nordamerika ska betraktas som ett angrepp mot dem alla och att en attackerad medlemsstat följaktligen ska bistås av övriga medlemmar.
Redan i maj 2022 fick Finland säkerhetsgarantier av de ledande Nato-länderna Storbritannien, Frankrike, USA och Tyskland som skulle gälla under ansökningsprocessen till Nato. Efter beslutet om att ansöka om medlemskap i Nato höjde man beredskapen, inför eventuell rysk påtryckning, vid Gränsbevakningen i Finland. Under Gullrandadiskussionerna i Nådendal under sommaren 2022 var årets huvudgäster Natos generalsekreterare Jens Stoltenberg och Norges statsminister Jonas Gahr Støre. De utrikes- och säkerhetspolitiska samtalens tema var "Ett ansvarsfullt, starkt och stabilt Norden".
I oktober 2022 samlades Nordiska rådet i Helsingfors. När Finland gick med i rådet 1955 var försvarsfrågor förbjudna och kultursamarbetet var viktigt. I diskussionerna 2022 i Helsingfors debatterade man dock mest om Nato.

### Reaktioner i övriga länder
I juli 2022 bad guvernören i den italienska regionen Friuli-Venezia Giulia, Massimiliano Fedriga, att landets parlament avbryter ratificeringen av Finlands Natoansökan på grund av Wärtsiläs planer på att stänga ner fabriken i regionhuvudstaden Trieste.

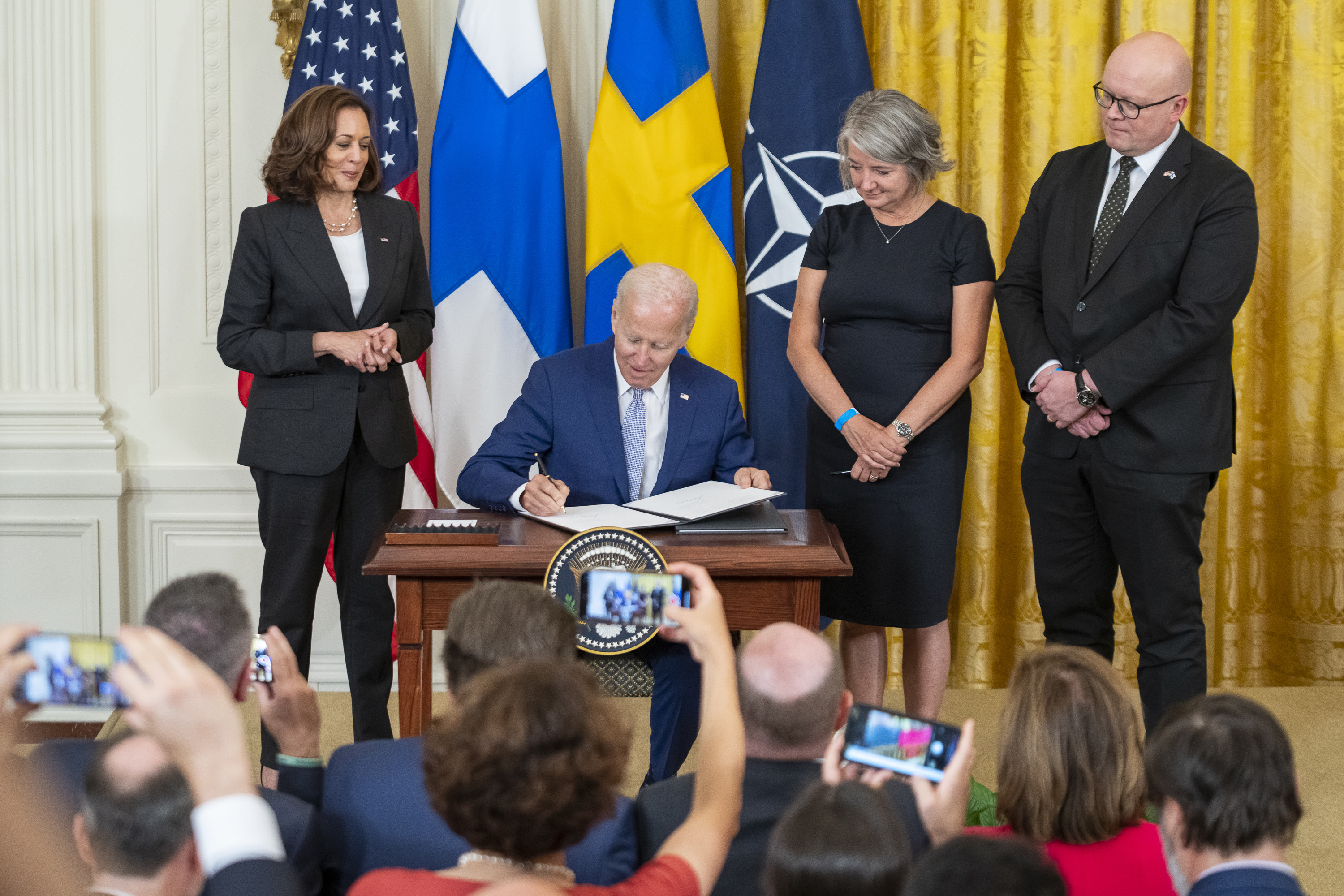
President Biden undertecknar USA:s ratificeringar av Finlands och Sveriges medlemskap 9 augusti 2022.

USA godkände Finlands och Sveriges Natomedlemskap 4 augusti 2022. Rösterna i den amerikanska senaten föll 95–1.

### Turkiets reaktion
I oktober 2022 hade alla länder utom Ungern och Turkiet slutligen ratificerat Finland som fullvärdig medlem i försvarsalliansen. Båda ländernas godkännande krävs för att Finland ska betraktas som medlem i Nato.
Turkiets president Recep Tayyip Erdoğan motsatte sig Sveriges och Finlands potentiella medlemskap i militäralliansen eftersom länderna enligt honom agerar gästhem för terroristorganisationer. Med terroristorganisationer syfte Erdoğan på kurdiska organisationer Kurdistans arbetarparti (PKK), som betraktas som en terroristorganisation av Turkiet, EU och USA. 
Finland, Sverige och Turkiet ingick under sommaren 2022 ett multilateralt avtal om krav som Sverige och Finland skulle uppfylla för att få ett turkiskt godkännande, bland annat innehållande krav om utlämningar av terrormisstänkta PKK-anhängare. Förhandlingar mellan Finlands president Sauli Niinistö, Sveriges statsminister Magdalena Andersson, Turkiets president Recep Tayyip Erdogan och Natos generalsekreterare Jens Stoltenberg i Natos toppmöte i Madrid tog över tre timmar. Efter ett antal uppmärksammade händelser, däribland att Rasmus Paludan bränt en koran utanför Turkiets ambassad i Stockholm i januari 2023 meddelade dock Turkiets president Recep Tayyip Erdoğan att han inte kommer godkänna svenskt medlemskap.
Erdoğan hade också krävt att Finland och Sverige lägger band på sina "statstelevisioner". Statstelevisioner har antagits syfta på Yle och SVT. Enligt Erdoğan kunde Turkiet inte godkänna Sveriges natomedlemskap eftersom dess statstelevision visar intervjuer med terroristledare, detsamma gällde Finland. Svenska Yles direktör Johanna Törn-Mangs påpekade då att det varken i Finland eller Sverige finns någon statligt styrd tv-kanal och att inga yttre intressen påverkar Yles journalistik.
I januari 2023 meddelade Turkiet att landet krävde att Sverige och Finland skulle utlämna 130 så kallade terrorister, för att Turkiet skulle godkänna ländernas Natoansökan.
Trots alla hinder godkände Turkiets parlament Finlands Natoansökan i mars 2023. Efter en utdragen process föll rösterna i parlamentet 276–0. Landets president Recep Tayyip Erdoğan godkände den lag som ratificerar Finlands Natomedlemskap 1 april 2023. Turkiet var det sista Natos medlemsland som inte hade  godkänt Finlands medlemskap i Nordatlantiska fördraget.

### Finlands anslutning
Enligt MTV3:s enkät som gjordes i början av 2023 var 48 procent av finländarna för och 39 procent av finländare emot en permanent Nato-militärbas i landet. Nio procent av de tillfrågade kunde inte svara på frågan. Enkäten visade att fler finländare motsatte sig än stödde upprättandet av en permanent Natobas i Finland än tidigare.

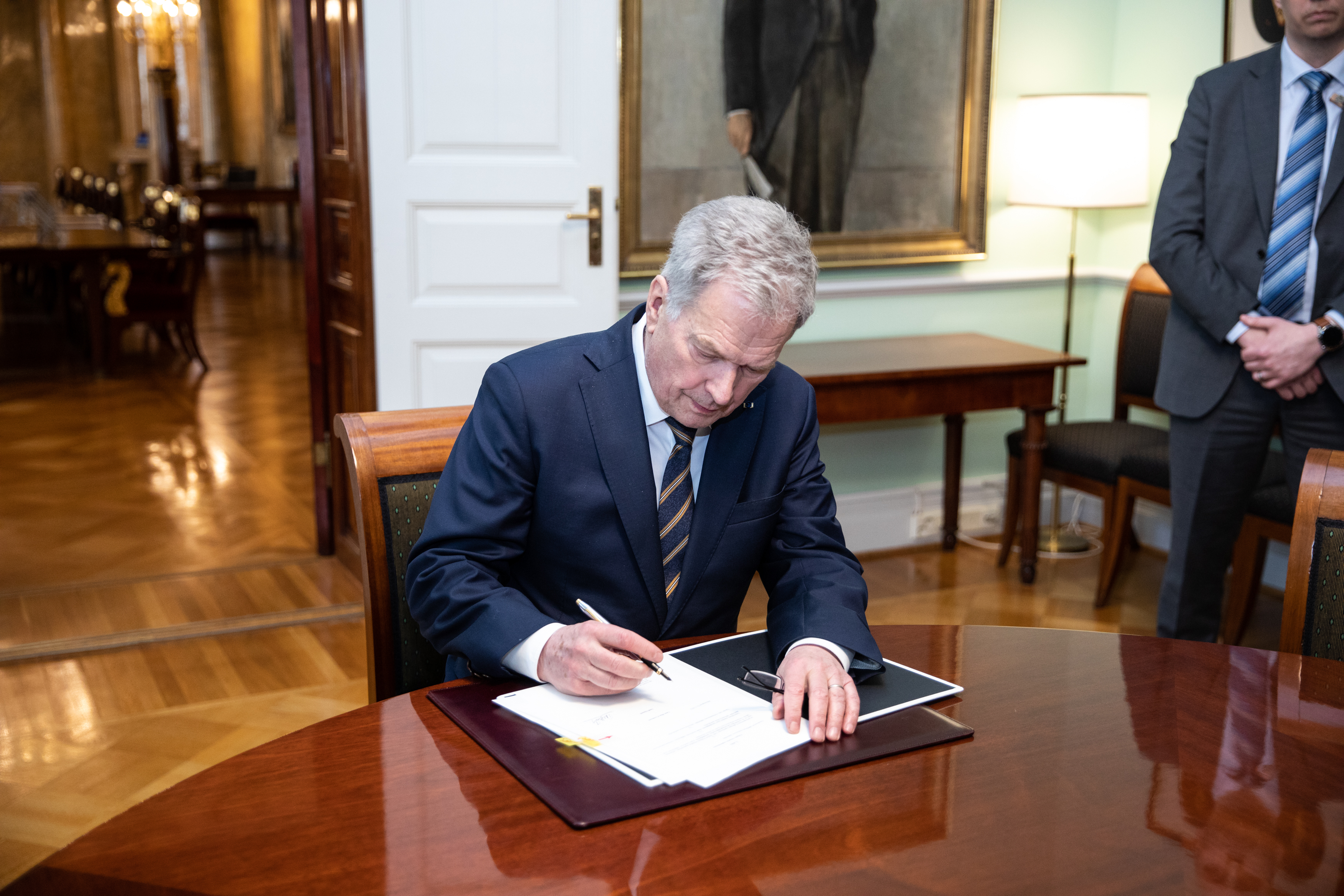
Republikens president Niinistö undertecknar Finlands Nato-lagar 23 mars 2023.

Den 4 april 2023 överräckte utrikesminister Pekka Haavisto Finlands anslutningsdokument till USA:s utrikesminister Antony Blinken. I och med detta blev Finland Natos 31:a medlem. Finlands flagga hissades utanför Natohögkvarteret i Bryssel. Cirka tio sekunder efter Finland blev medlem i Nato överräckte utrikesminister Haavisto dokument där det framgick att Finland hade ratificerat Sveriges medlemskap i alliansen till utrikesminister Blinken.

## Åland och Nato

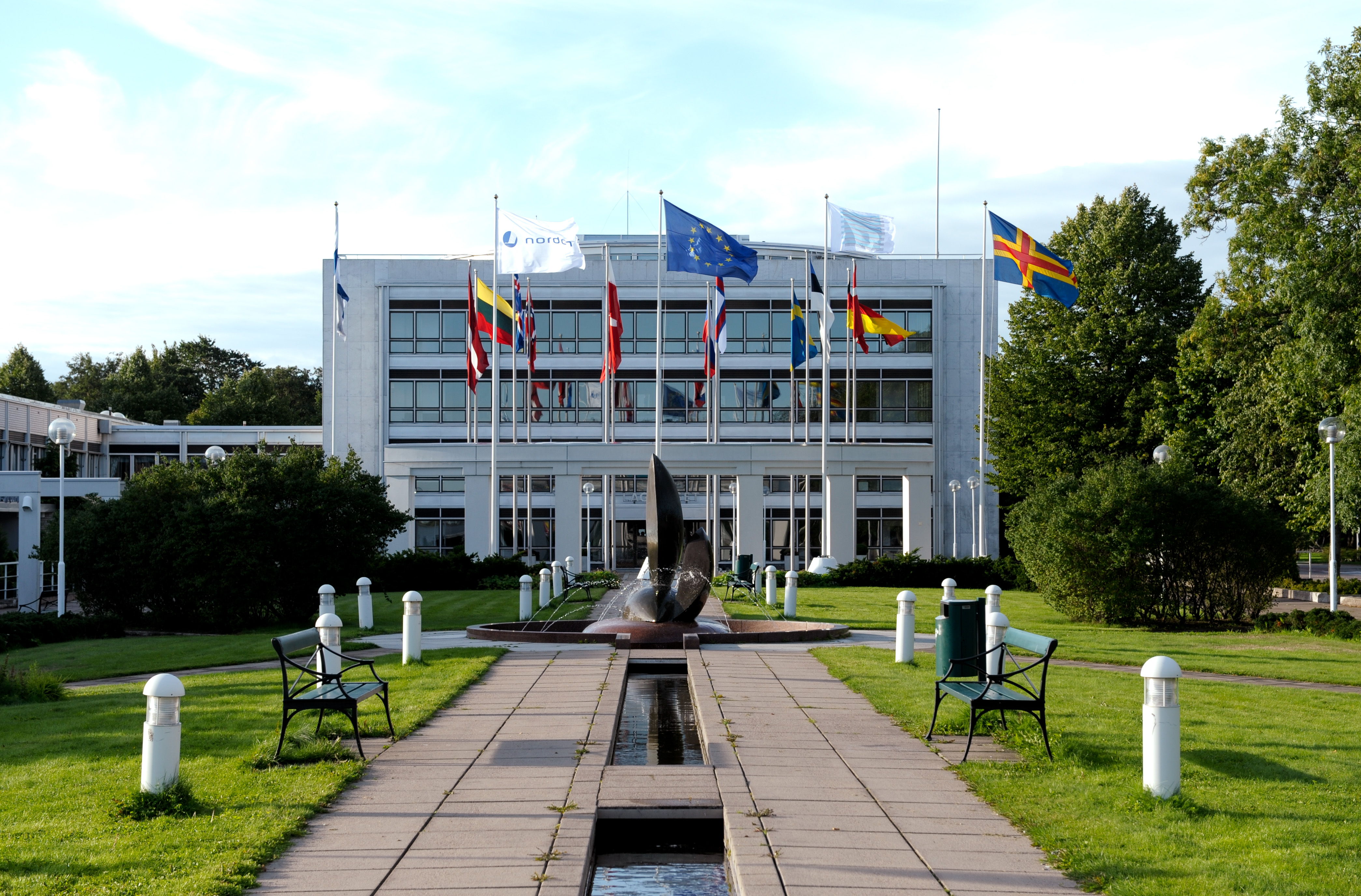
Ålands självstyrelsegård

Åland är en självstyrande del av republiken Finland och ögruppens svenskspråkiga status samt invånarnas svenska kultur och språk skyddas av internationella garantier efter beslut av Nationernas förbund 1920. Åland är också demilitariserat, vilket innebär att det inte får finnas någon militär aktivitet på Åland i fredstid.
Enligt Utrikesministeriet i Finland står landet fast vid sina internationella överenskommelser, inklusive fördragen om Ålands folkrättsliga ställning. Dessa fördrag hindrar inte Finland från att ansluta sig till en militär allians. En anslutning påverkar inte Ålands ställning som grundar sig på internationella överenskommelser. Åland är en del av Finlands suveräna territorium, och enligt fördragsbestämmelserna ska Finland försvara Ålands neutralitet. Fördragen strider inte heller mot förpliktelserna i artikel 5 i Nordatlantiska fördraget. Det betyder att demilitariseringen av Åland respekteras och Finland är berett att försvara Ålands neutralitet med nödvändiga åtgärder.

### Bakgrund

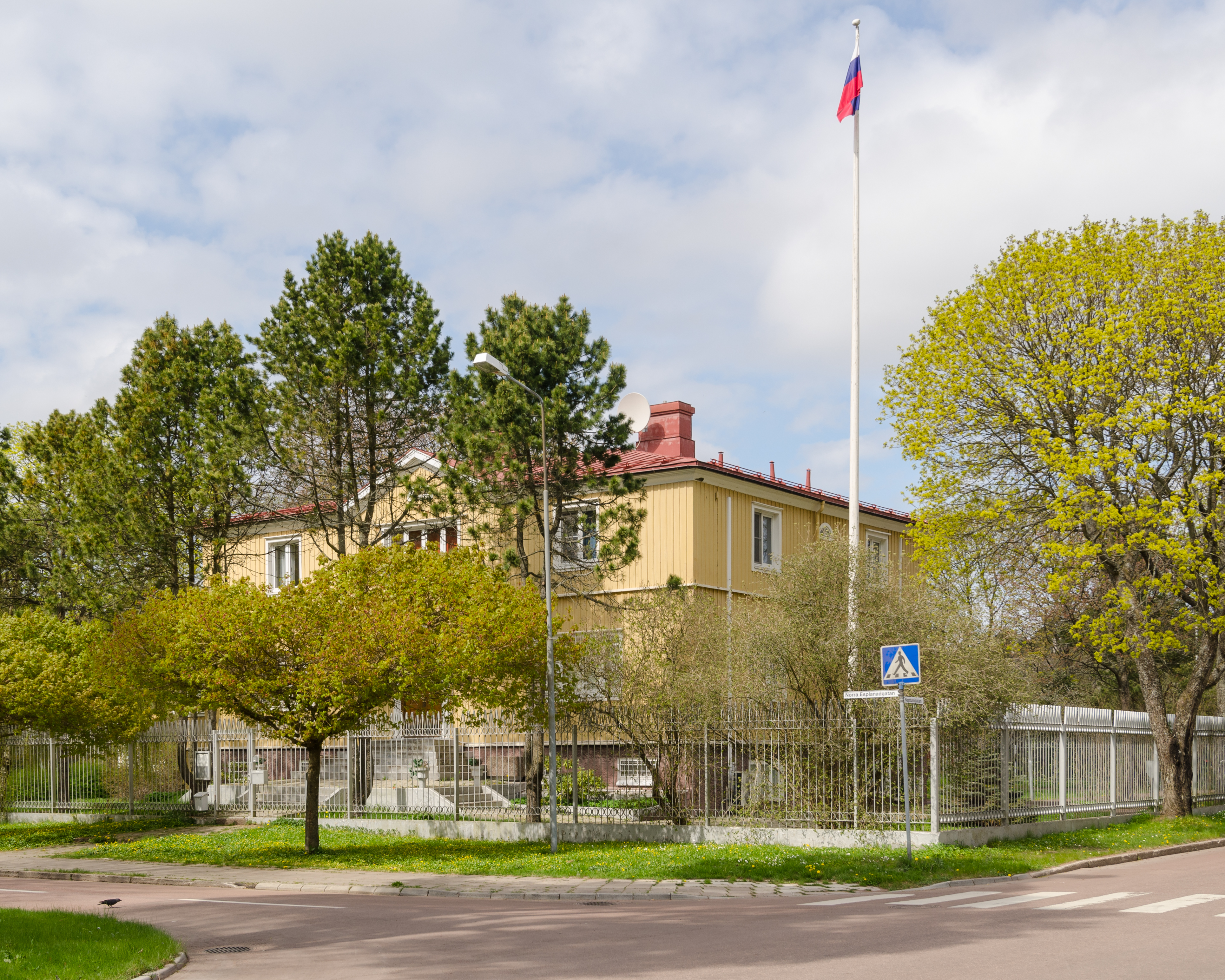
Ryska konsulatet i Mariehamn

Ålands demilitarisering fastställs av fyra traktat. Det första är från 1856 efter Krimkriget. Enligt Ålandskonventionen från 1921 ska Åland vara demilitariserat i fredstid och neutraliserat i krigstid. År 1940 slöts ett fördrag mellan Finland och Sovjetunionen om Åland och i fredsfördraget från 1947 bekräftas Ålands demilitarisering. Avtalet från 1940 kan ses vara problematiskt. Problemet är att demilitariseringen övervakas av Ryssland. Enligt Tuomas Forsberg, professor i internationella relationer vid Helsingfors universitet, är avtalet inte längre förenligt med dagens läge. Övervakningen betyder att Ryssland har ett konsulat i Mariehamn. Konsulatet idkar strategisk underrättelseverksamhet. I början var underrättelseverksamheten stor. När konsulatet öppnades kom det också spioner till Mariehamn.

### Reaktioner på Åland

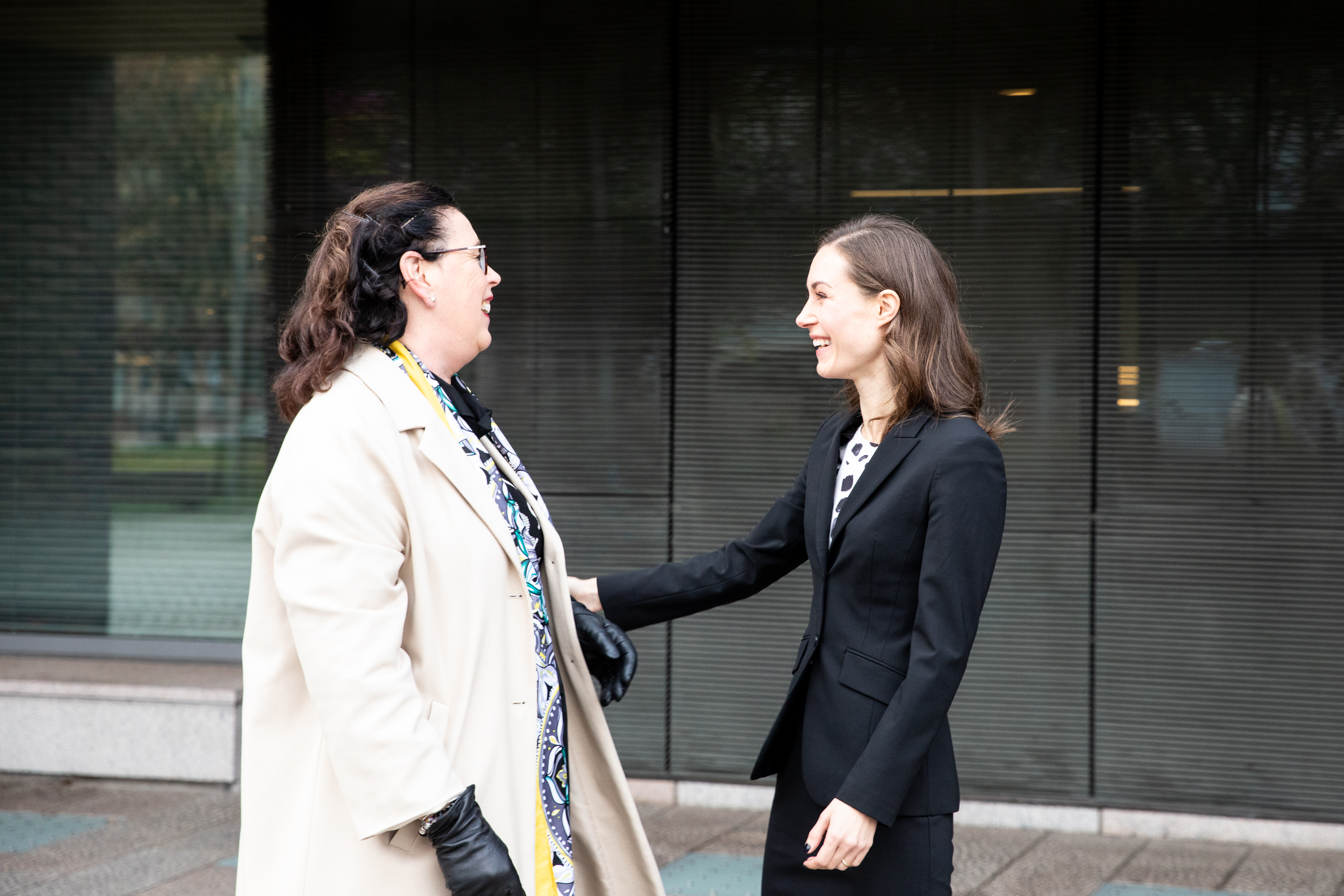
Ålands lantråd Veronica Thörnroos med statsminister Sanna Marin i Helsingfors 1 november 2022.

Ålands fredsinstiut har meddelat att institutet inte vill att Ålands demilitarisering ska upphöra och åländska politiker har också meddelat att det inte finns någon orsak att ompröva demilitariseringen av Åland. I april 2022 sade Ålands lantråd Veronica Thörnroos i en intervju med Svenska Yle att hon inte kan  se en situation där demilitariseringen ska  omprövas.
Thörnroos meddelade också att landskapsregeringen inte tar ställning till om Finland borde gå med i Nato eller inte eftersom landskapsregeringen inte har rätt att göra det. Ålands landskapsregering begärde dock att få en egen representant i den delegation som förhandlar om Nato-medlemskapet från finländsk sida. Begäran godkändes för att ge Åland insyn i diskussionerna och för att ögruppen skulle ha kunnat bevaka att Ålands särställning bevarades.

## Reaktioner i Ryssland
I maj 2022 talade Finlands president Niinistö i telefon med Rysslands president Vladimir Putin och meddelade att Finland kommer ansöka om ett medlemskap i Nato. Putin meddelade att han tyckte att det var ett misstag att ge upp den finska militära neutraliteten.
Finlands skyddspolis varnade för en ökad hybridpåverkan från ryskt håll i samband med Natodebatten i april 2022. Enligt skyddspolisen förväntar myndigheterna sig allt fler påverkansoperationer, inklusive manipulering av medier.
I april 2022 meddelade ryska duman att man inte utesluter att det nuvarande avtalet om Saima kanal måste skrivas om ifall Finland går med i Nato. Enligt finska myndigheter var utspelet bara spekulationer och hybridpåverkan. Saima kanal invigdes 1856 och binder samman Saimen med Finska viken. Kanalen är 43 kilometer lång, varav hälften ligger på ryskt territorium.
Finlands riksdags webbplats blev utsatt för en överbelastningsattack den 9 augusti 2022. Sidan laddades tidvis väldigt långsamt och tidvis inte alls. Enligt Yles uppgifter hade en rysk hackergrupp vid namn NoName057(16) meddelat på Telegram att de låg bakom attacken.